# روسوتل
روسوتل (به لاتین: Rosutl) یک منطقهٔ مسکونی در روسیه است که در داغستان واقع شده‌است.